# Grand Prix Formule 1 van Italië 1971
De Grand Prix Formule 1 van Italië 1971 werd gehouden op 5 september 1971 op Monza.

## Uitslag
| Positie | Nummer | Rijder             | Team                  | Ronden | Tijd/Opgave         | Startplaats | Punten |
| ------- | ------ | ------------------ | --------------------- | ------ | ------------------- | ----------- | ------ |
| 1       | 18     | Peter Gethin       | British Racing Motors | 55     | 1:18:12.60          | 11          | 9      |
| 2       | 25     | Ronnie Peterson    | March-Ford            | 55     | + 0.01              | 6           | 6      |
| 3       | 2      | François Cevert    | Tyrrell-Ford          | 55     | + 0.09              | 5           | 4      |
| 4       | 9      | Mike Hailwood      | Surtees-Ford          | 55     | + 0.18              | 17          | 3      |
| 5       | 19     | Howden Ganley      | British Racing Motors | 55     | + 0.61              | 4           | 2      |
| 6       | 12     | Chris Amon         | Matra                 | 55     | + 32.36             | 1           | 1      |
| 7       | 14     | Jackie Oliver      | McLaren-Ford          | 55     | + 1:24.83           | 13          |        |
| 8       | 5      | Emerson Fittipaldi | Lotus-Pratt & Whitney | 54     | + 1 Ronde           | 18          |        |
| 9       | 20     | Jo Siffert         | British Racing Motors | 53     | + 2 Rondes          | 3           |        |
| 10      | 28     | Jo Bonnier         | McLaren-Ford          | 51     | + 4 Rondes          | 21          |        |
| DNF     | 10     | Graham Hill        | Brabham-Ford          | 47     | Versnellingsbak     | 14          |        |
| NC      | 26     | Jean-Pierre Jarier | March-Ford            | 47     | Niet geklasseerd    | 24          |        |
| NC      | 24     | Mike Beuttler      | March-Ford            | 41     | Motor               | 16          |        |
| DNF     | 16     | Henri Pescarolo    | March-Ford            | 40     | Ophanging           | 10          |        |
| DNF     | 23     | Andrea de Adamich  | March-Alfa Romeo      | 33     | Motor               | 20          |        |
| DNF     | 4      | Clay Regazzoni     | Ferrari               | 17     | Motor               | 8           |        |
| DNF     | 3      | Jacky Ickx         | Ferrari               | 15     | Motor               | 2           |        |
| DNF     | 30     | Jackie Stewart     | Tyrrell-Ford          | 15     | Motor               | 7           |        |
| DNF     | 22     | Nanni Galli        | March-Ford            | 11     | Elektrisch probleem | 19          |        |
| DNF     | 11     | Tim Schenken       | Brabham-Ford          | 5      | Ophanging           | 9           |        |
| DNF     | 27     | Silvio Moser       | Bellasi-Ford          | 5      | Ophanging           | 22          |        |
| DNF     | 21     | Helmut Marko       | British Racing Motors | 3      | Motor               | 12          |        |
| DNF     | 7      | John Surtees       | Surtees-Ford          | 3      | Motor               | 15          |        |
| DNF     | 8      | Rolf Stommelen     | Surtees-Ford          | 0      | Ongeluk             | 23          |        |

## Statistieken
| Pole-position | Chris Amon      | Matra      | 1:22.40 |
| Snelste ronde | Henri Pescarolo | March-Ford | 1:23.80 |

## Noot
- Dit was het debuut van de Franse coureur Jean-Pierre Jarier; de Zwitserse coureur Herbert Müller en de Braziliaanse coureur (en toekomstig Grand Prix-winnaar) Carlos Pace.
- Eerste snelste ronde voor Henri Pescarolo.
- Eerste rondes als raceleider voor Ronnie Peterson, François Cevert, en Mike Hailwood.
- Eerste rondes als raceleider, podiumplaats en Grand Prix-winst voor Peter Gethin.
- Vijfde podiumplaats voor een Zweedse coureur.

1921 · 1922 · 1923 · 1924 · 1925 · 1926 · 1927 · 1928 · 1931 · 1932 · 1933 · 1934 · 1935 · 1936 · 1937 · 1938 · 1947 · 1948 · 1949 · 1950 · 1951 · 1952 · 1953 · 1954 · 1955 · 1956 · 1957 · 1958 · 1959 · 1960 · 1961 · 1962 · 1963 · 1964 · 1965 · 1966 · 1967 · 1968 · 1969 · 1970 · 1971 · 1972 · 1973 · 1974 · 1975 · 1976 · 1977 · 1978 · 1979 · 1980 · 1981 · 1982 · 1983 · 1984 · 1985 · 1986 · 1987 · 1988 · 1989 · 1990 · 1991 · 1992 · 1993 · 1994 · 1995 · 1996 · 1997 · 1998 · 1999 · 2000 · 2001 · 2002 · 2003 · 2004 · 2005 · 2006 · 2007 · 2008 · 2009 · 2010 · 2011 · 2012 · 2013 · 2014 · 2015 · 2016 · 2017 · 2018 · 2019 · 2020 · 2021 · 2022 · 2023 · 2024 · 2025